# Орден Альбрехта
Королевский Саксонский Орден Альбрехта был учреждён 31 декабря 1850 года саксонским королём Фридрихом Августом II и назван в честь основателя Альбертинской линии саксонской королевской династии Веттинов герцога Альбрехта Храброго. Орденом Альбрехта награждали за заслуги в государственной службе, науке и искусстве. С 1866 года орден мог также вручаться за военные заслуги — со скрещёнными мечами. К концу своего существования орден имел шесть классов, серебряный знак отличия (крест Альбрехта) и две степени медали — золотую и серебряную.

## Описание

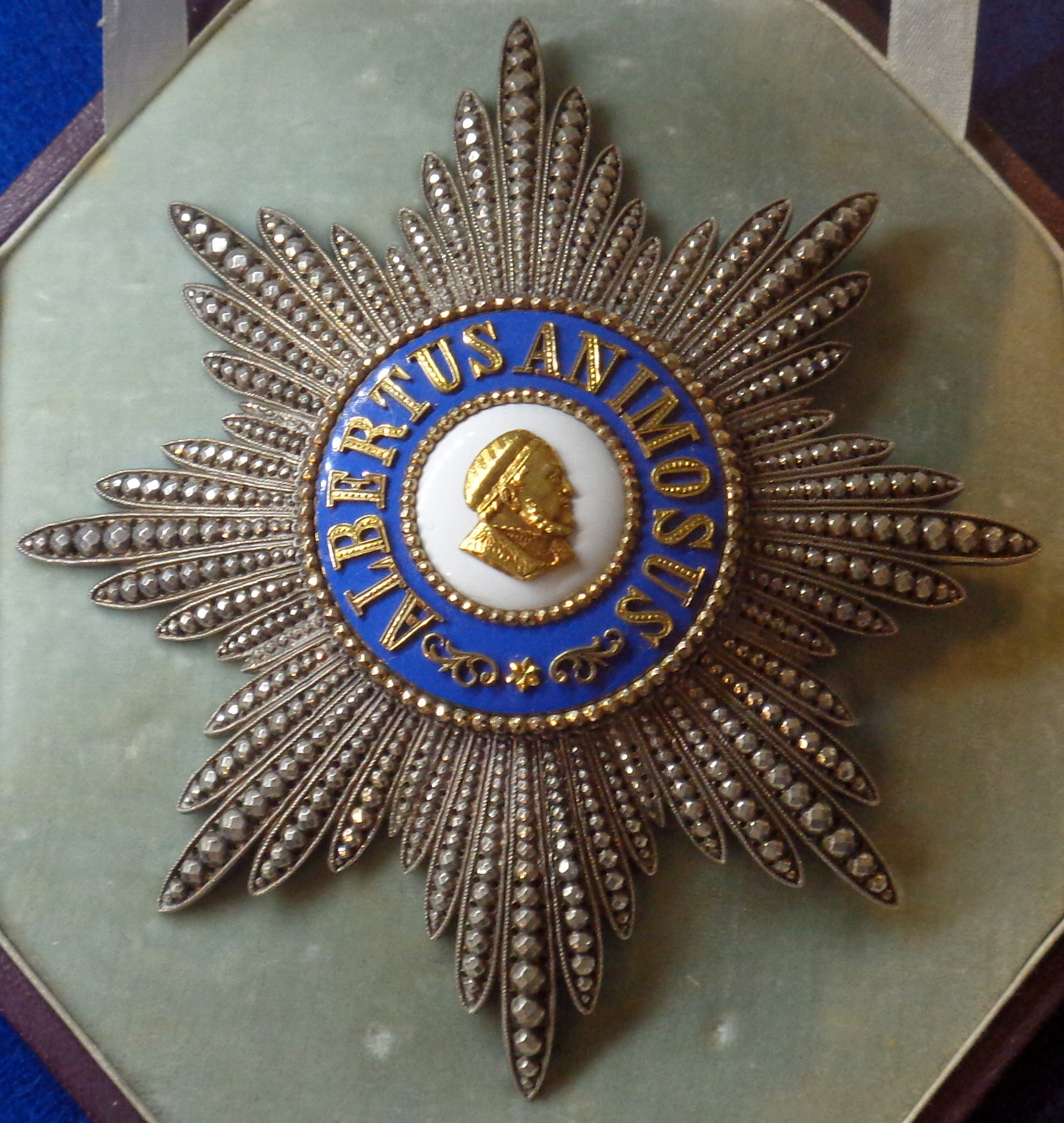
Звезда ордена до 1876 г.

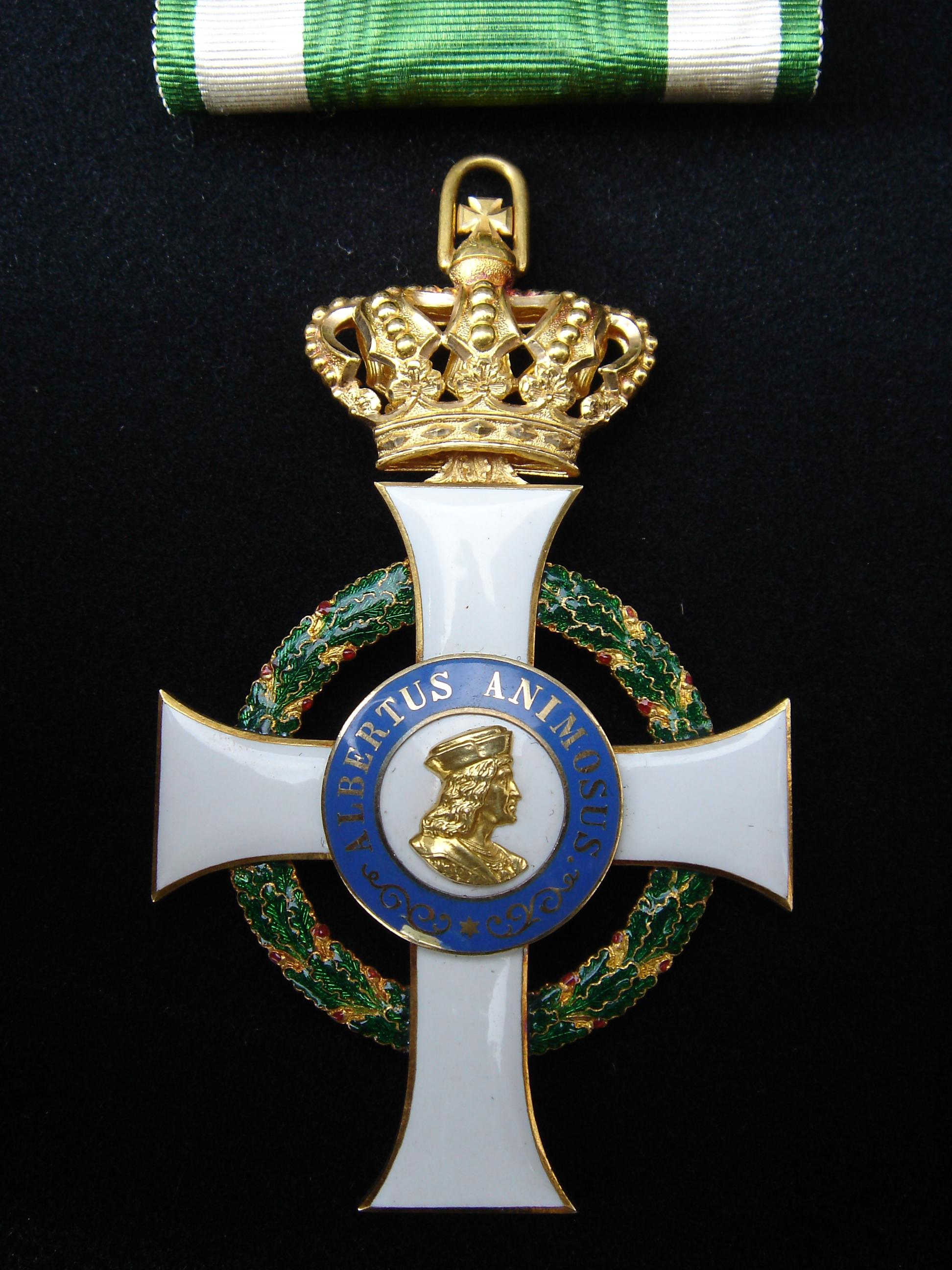
Знак ордена Альбрехта после 1876 г., аверс

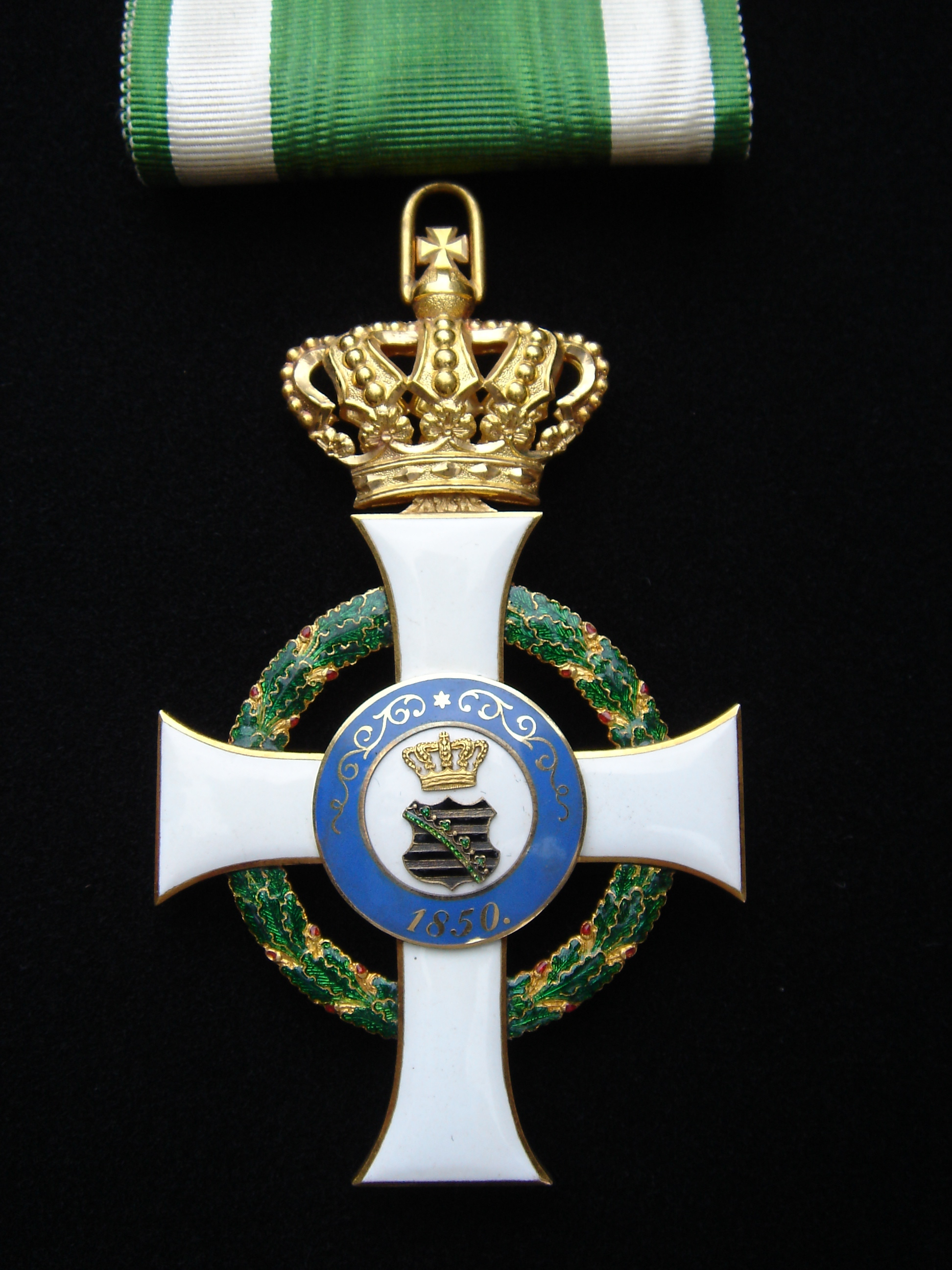
Знак ордена Альбрехта, реверс

Орден представляет собой крест, покрытый белой эмалью с золотой окантовкой, под которым располагается венок из дубовых листьев, выполненный из зелёной эмали. На крест наложен медальон с белым фоном и золотым портретом Альбрехта Храброго, обрамленный синим эмалированным кольцом с надписью ALBERTUS ANIMOSUS. Реверс ордена выполнен в форме саксонского герба в синем кольце. Под золотым дубовым венком указан год учреждения ордена, 1850.
Крест прикрепляется к золотой королевской короне для орденов I и II класса. В рыцарском классе корона отсутствует. Крест Альбрехта изготавливается из серебра. Военная символика отражается в двух скрещённых мечах под крестом.
По внешности герцога на портрете различают две разновидности знака и звезды ордена — до и после 1876 года. Ранний вариант получил прозвание «Bäckermütze» (пекарская шапочка).
Орден имел 6 степеней:
- большой крест;
- командор I класса;
- командор II класса;
- офицер;
- рыцарь I класса;
- рыцарь II класса.

Знак большого креста носился на ленте через правое плечо к левому бедру с восьмиконечной звездой на груди, командорские знаки — на шее (первый класс — с ромбовидной звездой на груди), остальные — на груди.
Лента ордена — зелёная с двумя чуть отстоящими от краёв белыми полосами.